# Saison 2018-2019 des Cavaliers de Cleveland
La saison 2018-2019 des Cavaliers de Cleveland est la 49e saison de la franchise en NBA.

## Draft
| Tour | Choix | Joueur        | Poste | Nationalité | Provenance                |
| ---- | ----- | ------------- | ----- | ----------- | ------------------------- |
| 1    | 8     | Collin Sexton | G     | États-Unis  | Crimson Tide de l'Alabama |

## Matchs

### Summer League
| Summer League Total: 5-2 |

| Match | Date match | Équipe      | Score          | Meilleur marqueur  | Meilleur rebondeur | Meilleur passeur   | Lieux Spectateurs    | Série |
| ----- | ---------- | ----------- | -------------- | ------------------ | ------------------ | ------------------ | -------------------- | ----- |
| 1     | 6 juillet  | Washington  | V 72-59        | Ante Žižić (16)    | Ante Žižić (14)    | Ante Žižić (5)     | Cox Pavilion         | 1 - 0 |
| 2     | 7 juillet  | Chicago     | D 81-86        | Ante Žižić (25)    | Ante Žižić (11)    | Scoochie Smith (4) | Thomas & Mack Center | 1 - 1 |
| 3     | 9 juillet  | Indiana     | V 93-88        | Cedi Osman (25)    | Lee, Osman (6)     | Cedi Osman (6)     | Cox Pavilion         | 2 - 1 |
| 4     | 11 juillet | Sacramento  | V 96-84        | Collin Sexton (25) | Artis, White (7)   | Collin Sexton (7)  | Thomas & Mack Center | 3 - 1 |
| 5     | 14 juillet | Houston     | V 92-87        | Sexton, Smith (17) | Jamel Artis (9)    | Sexton, Smith (3)  | Thomas & Mack Center | 4 - 1 |
| 6     | 15 juillet | Toronto     | V 82-68        | John Holland (23)  | Okaro White (10)   | Collin Sexton (6)  | Thomas & Mack Center | 5 - 1 |
| 7     | 16 juillet | L.A. Lakers | D 109-112 (OT) | Collin Sexton (27) | Okaro White (9)    | Scoochie Smith (5) | Thomas & Mack Center | 5 - 2 |

### Pré-saison
| Pré-saison Total: 2-2 (Domicile: 1-2; Extérieur: 1-0) |

| Match | Date match | Équipe   | Score     | Meilleur marqueur | Meilleur rebondeur   | Meilleur passeur             | Lieux Spectateurs   | Série |
| ----- | ---------- | -------- | --------- | ----------------- | -------------------- | ---------------------------- | ------------------- | ----- |
| 1     | 2 octobre  | @ Boston | V 102-95  | Kevin Love (17)   | Nance, Osman (7)     | Cedi Osman (4)               | TD Garden           | 1 - 0 |
| 2     | 6 octobre  | Boston   | V 113-102 | Ante Žižić (20)   | Osman & Clarkson (6) | Osman, Taylor & Clarkson (3) | Quicken Loans Arena | 2 - 0 |
| 3     | 8 octobre  | Indiana  | D 102-111 | Kyle Korver (17)  | Thompson & Nance (7) | George Hill (5)              | Quicken Loans Arena | 2 - 1 |
| 4     | 12 octobre | Détroit  | D 110-129 | Rodney Hood (21)  | Tristan Thompson (9) | Collin Sexton (5)            | Breslin Center      | 2 - 2 |

### Saison régulière
| Saison régulière Total: 19-63 (Domicile: 13-28; Extérieur: 6-35) |

| Match | Date match | Équipe      | Score     | Meilleur marqueur    | Meilleur rebondeur    | Meilleur passeur    | Lieux                | Série |
| ----- | ---------- | ----------- | --------- | -------------------- | --------------------- | ------------------- | -------------------- | ----- |
| 1     | 17 octobre | @ Toronto   | D 104-116 | Kevin Love (21)      | Tristan Thompson (13) | George Hill (7)     | Scotiabank Arena     | 0 - 1 |
| 2     | 19 octobre | @ Minnesota | D 123-131 | Kevin Love (25)      | Kevin Love (19)       | Cedi Osman (8)      | Target Center        | 0 - 2 |
| 3     | 21 octobre | Atlanta     | D 111-133 | Jordan Clarkson (19) | Kevin Love (17)       | Nance, Osman (4)    | Quicken Loans Arena  | 0 - 3 |
| 4     | 24 octobre | Brooklyn    | D 86-102  | Trois joueurs (14)   | Love, Thompson (11)   | Nance, Thompson (4) | Quicken Loans Arena  | 0 - 4 |
| 5     | 25 octobre | @ Détroit   | D 103-110 | Kyle Korver (21)     | Nance, Osman (6)      | Nance, Sexton (5)   | Little Caesars Arena | 0 - 5 |
| 6     | 27 octobre | Indiana     | D 107-119 | Rodney Hood (17)     | Larry Nance, Jr. (12) | Nance, Sexton (4)   | Quicken Loans Arena  | 0 - 6 |
| 7     | 30 octobre | Atlanta     | V 136-114 | Rodney Hood (26)     | Tristan Thompson (13) | Sam Dekker (4)      | Quicken Loans Arena  | 1 - 6 |

| Match | Date match   | Équipe          | Score     | Meilleur marqueur     | Meilleur rebondeur    | Meilleur passeur     | Lieux                   | Série  |
| ----- | ------------ | --------------- | --------- | --------------------- | --------------------- | -------------------- | ----------------------- | ------ |
| 8     | 1er novembre | Denver          | D 91-110  | Jordan Clarkson (17)  | Tristan Thompson (7)  | Hood, Thompson (4)   | Quicken Loans Arena     | 1 - 7  |
| 9     | 3 novembre   | @ Charlotte     | D 94-126  | J. R. Smith (14)      | Tristan Thompson (8)  | Trois joueurs (4)    | Spectrum Center         | 1 - 8  |
| 10    | 5 novembre   | @ Orlando       | D 100-102 | George Hill (22)      | Tristan Thompson (16) | George Hill (6)      | Amway Center            | 1 - 9  |
| 11    | 7 novembre   | Oklahoma City   | D 86-95   | Collin Sexton (15)    | Tristan Thompson (15) | Jordan Clarkson (8)  | Quicken Loans Arena     | 1 - 10 |
| 12    | 10 novembre  | @ Chicago       | D 98-99   | Tristan Thompson (22) | Larry Nance, Jr. (14) | Jordan Clarkson (4)  | United Center           | 1 - 11 |
| 13    | 13 novembre  | Charlotte       | V 113-89  | Jordan Clarkson (24)  | Tristan Thompson (21) | Smith, Thompson (5)  | Quicken Loans Arena     | 2 - 11 |
| 14    | 14 novembre  | @ Washington    | D 95-119  | Collin Sexton (24)    | Tristan Thompson (8)  | Larry Nance, Jr. (5) | Capital One Arena       | 2 - 12 |
| 15    | 19 novembre  | @ Détroit       | D 102-113 | Collin Sexton (18)    | Tristan Thompson (7)  | Clarkson, Sexton (4) | Little Caesars Arena    | 2 - 13 |
| 16    | 21 novembre  | L.A. Lakers     | D 105-109 | Cedi Osman (21)       | Tristan Thompson (15) | Clarkson, Nance (5)  | Quicken Loans Arena     | 2 - 14 |
| 17    | 23 novembre  | @ Philadelphie  | V 121-112 | Rodney Hood (25)      | Tristan Thompson (13) | Andrew Harrison (5)  | Wells Fargo Center      | 3 - 14 |
| 18    | 24 novembre  | Houston         | V 117-108 | Collin Sexton (29)    | Tristan Thompson (20) | Jordan Clarkson (4)  | Quicken Loans Arena     | 4 - 14 |
| 19    | 26 novembre  | Minnesota       | D 95-102  | Kyle Korver (22)      | Tristan Thompson (11) | Larry Nance, Jr. (7) | Quicken Loans Arena     | 4 - 15 |
| 20    | 28 novembre  | @ Oklahoma City | D 83-100  | Jordan Clarkson (25)  | Trois joueurs (10)    | Cedi Osman (6)       | Chesapeake Energy Arena | 4 - 16 |
| 21    | 30 novembre  | @ Boston        | D 95-128  | Jordan Clarkson (16)  | Tristan Thompson (12) | Trois joueurs (4)    | TD Garden               | 4 - 17 |

| Match | Date match   | Équipe       | Score     | Meilleur marqueur       | Meilleur rebondeur     | Meilleur passeur        | Lieux                   | Série  |
| ----- | ------------ | ------------ | --------- | ----------------------- | ---------------------- | ----------------------- | ----------------------- | ------ |
| 22    | 1er décembre | Toronto      | D 95-106  | Clarkson, Thompson (18) | Tristan Thompson (19)  | Osman, Thompson (3)     | Quicken Loans Arena     | 4 - 18 |
| 23    | 3 décembre   | @ Brooklyn   | V 99-97   | Jordan Clarkson (20)    | Tristan Thompson (14)  | Jordan Clarkson (4)     | Barclays Center         | 5 - 18 |
| 24    | 5 décembre   | Golden State | D 105-129 | Collin Sexton (21)      | Tristan Thompson (19)  | Quatre joueurs (3)      | Quicken Loans Arena     | 5 - 19 |
| 25    | 7 décembre   | Sacramento   | D 110-129 | Jordan Clarkson (26)    | Burks, Nance (7)       | Alec Burks (9)          | Quicken Loans Arena     | 5 - 20 |
| 26    | 8 décembre   | Washington   | V 116-101 | Collin Sexton (29)      | Tristan Thompson (19)  | Larry Nance, Jr. (7)    | Quicken Loans Arena     | 6 - 20 |
| 27    | 10 décembre  | @ Milwaukee  | D 92-108  | Larry Nance, Jr. (16)   | Jaron Blossomgame (10) | Cedi Osman (6)          | Fiserv Forum            | 6 - 21 |
| 28    | 12 décembre  | New York     | V 113-106 | Jordan Clarkson (28)    | Larry Nance, Jr. (11)  | Larry Nance, Jr. (7)    | Quicken Loans Arena     | 7 - 21 |
| 29    | 14 décembre  | Milwaukee    | D 102-114 | Jordan Clarkson (23)    | Larry Nance, Jr. (10)  | Larry Nance, Jr. (6)    | Quicken Loans Arena     | 7 - 22 |
| 30    | 16 décembre  | Philadelphie | D 105-128 | Clarkson, Osman (18)    | Jordan Clarkson (6)    | Matthew Dellavedova (7) | Quicken Loans Arena     | 7 - 23 |
| 31    | 18 décembre  | @ Indiana    | V 92-91   | Rodney Hood (17)        | Larry Nance, Jr. (16)  | Larry Nance, Jr. (6)    | Bankers Life Fieldhouse | 8 - 23 |
| 32    | 19 décembre  | @ Charlotte  | D 99-110  | Jordan Clarkson (20)    | Larry Nance, Jr. (15)  | Larry Nance, Jr. (7)    | Spectrum Center         | 8 - 24 |
| 33    | 21 décembre  | @ Toronto    | D 110-126 | Jordan Clarkson (20)    | Larry Nance, Jr. (12)  | Matthew Dellavedova (6) | Scotiabank Arena        | 8 - 25 |
| 34    | 23 décembre  | Chicago      | D 92-112  | Larry Nance, Jr. (20)   | Cedi Osman (7)         | Burks, Sexton (3)       | Quicken Loans Arena     | 8 - 26 |
| 35    | 26 décembre  | @ Memphis    | D 87-95   | Jordan Clarkson (24)    | Ante Žižić (11)        | Collin Sexton (6)       | FedExForum              | 8 - 27 |
| 36    | 28 décembre  | @ Miami      | D 94-118  | Jordan Clarkson (18)    | Jaron Blossomgame (10) | Alec Burks (5)          | American Airlines Arena | 8 - 28 |
| 37    | 29 décembre  | @ Atlanta    | D 108-111 | Cedi Osman (22)         | Larry Nance, Jr. (15)  | Larry Nance, Jr. (7)    | State Farm Arena        | 8 - 29 |

| Match | Date match | Équipe                | Score     | Meilleur marqueur     | Meilleur rebondeur     | Meilleur passeur          | Lieux                   | Série   |
| ----- | ---------- | --------------------- | --------- | --------------------- | ---------------------- | ------------------------- | ----------------------- | ------- |
| 38    | 2 janvier  | Miami                 | D 92-117  | Tristan Thompson (14) | Larry Nance, Jr. (5)   | Larry Nance, Jr. (6)      | Quicken Loans Arena     | 8 - 30  |
| 39    | 3 janvier  | Utah                  | D 91-117  | Alec Burks (17)       | Tristan Thompson (12)  | Frye, Sexton (3)          | Quicken Loans Arena     | 8 - 31  |
| 40    | 5 janvier  | La Nouvelle-Orléans   | D 98-133  | Jordan Clarkson (23)  | Tristan Thompson (11)  | Alec Burks (6)            | Quicken Loans Arena     | 8 - 32  |
| 41    | 8 janvier  | Indiana               | D 115-123 | Jordan Clarkson (26)  | Tristan Thompson (13)  | Dellavedova, Thompson (5) | Quicken Loans Arena     | 8 - 33  |
| 42    | 9 janvier  | @ La Nouvelle-Orléans | D 124-140 | Jordan Clarkson (21)  | Tristan Thompson (10)  | Matthew Dellavedova (7)   | Smoothie King Center    | 8 - 34  |
| 43    | 11 janvier | @ Houston             | D 113-141 | Ante Žižić (18)       | Ante Žižić (8)         | Payne, Sexton (5)         | Toyota Center           | 8 - 35  |
| 44    | 13 janvier | @ L.A. Lakers         | V 101-95  | Cedi Osman (20)       | Tristan Thompson (14)  | Alec Burks (4)            | Staples Center          | 9 - 35  |
| 45    | 16 janvier | @ Portland            | D 112-129 | Jordan Clarkson (22)  | Jaron Blossomgame (10) | Matthew Dellavedova (6)   | Moda Center             | 9 - 36  |
| 46    | 18 janvier | @ Utah                | D 99-115  | Sexton, Žižić (15)    | Ante Žižić (10)        | Dellavedova, Payne (3)    | Vivint Smart Home Arena | 9 - 37  |
| 47    | 19 janvier | @ Denver              | D 102-124 | Ante Žižić (23)       | Ante Žižić (6)         | Collin Sexton (7)         | Pepsi Center            | 9 - 38  |
| 48    | 21 janvier | Chicago               | D 88-104  | Collin Sexton (18)    | Ante Žižić (9)         | Jordan Clarkson (4)       | Quicken Loans Arena     | 9 - 39  |
| 49    | 23 janvier | @ Boston              | D 103-123 | Cedi Osman (25)       | Alec Burks (9)         | Alec Burks (6)            | TD Garden               | 9 - 40  |
| 50    | 25 janvier | Miami                 | D 94-100  | Cedi Osman (29)       | Ante Žižić (9)         | Matthew Dellavedova (5)   | Quicken Loans Arena     | 9 - 41  |
| 51    | 27 janvier | @ Chicago             | V 104-101 | Burks, Clarkson (18)  | Ante Žižić (14)        | Jordan Clarkson (6)       | United Center           | 10 - 41 |
| 52    | 29 janvier | Washington            | V 116-113 | Jordan Clarkson (28)  | Ante Žižić (12)        | Alec Burks (9)            | Quicken Loans Arena     | 11 - 41 |

| Match                  | Date match | Équipe       | Score           | Meilleur marqueur    | Meilleur rebondeur    | Meilleur passeur         | Lieux                   | Série   |
| ---------------------- | ---------- | ------------ | --------------- | -------------------- | --------------------- | ------------------------ | ----------------------- | ------- |
| 53                     | 2 février  | Dallas       | D 98-111        | Jordan Clarkson (19) | Larry Nance, Jr. (12) | Alec Burks (5)           | Quicken Loans Arena     | 11 - 42 |
| 54                     | 5 février  | Boston       | D 96-103        | Collin Sexton (27)   | Nance, Žižić (12)     | Matthew Dellavedova (4)  | Quicken Loans Arena     | 11 - 43 |
| 55                     | 8 février  | @ Washington | D 106-119       | Collin Sexton (27)   | Larry Nance, Jr. (19) | Larry Nance, Jr. (6)     | Capital One Arena       | 11 - 44 |
| 56                     | 9 février  | @ Indiana    | D 90-105        | Jordan Clarkson (18) | Larry Nance, Jr. (10) | Jordan Clarkson (6)      | Bankers Life Fieldhouse | 11 - 45 |
| 57                     | 11 février | New York     | V 107-104       | Collin Sexton (20)   | Larry Nance, Jr. (16) | Matthew Dellavedova (6)  | Quicken Loans Arena     | 12 - 45 |
| 58                     | 13 février | Brooklyn     | D 139-148 (3OT) | Jordan Clarkson (42) | Larry Nance, Jr. (14) | Matthew Dellavedova (13) | Quicken Loans Arena     | 12 - 46 |
| NBA All-Star Game 2019 |            |              |                 |                      |                       |                          |                         |         |
| 59                     | 21 février | Phoenix      | V 111-98        | Cedi Osman (19)      | Ante Žižić (12)       | Matthew Dellavedova (11) | Quicken Loans Arena     | 13 - 46 |
| 60                     | 23 février | Memphis      | V 112-107       | Kevin Love (32)      | Kevin Love (12)       | Matthew Dellavedova (6)  | Quicken Loans Arena     | 14 - 46 |
| 61                     | 25 février | Portland     | D 110-123       | Cedi Osman (27)      | Kevin Love (12)       | Dellavedova, Nance (5)   | Quicken Loans Arena     | 14 - 47 |
| 62                     | 28 février | @ New York   | V 125-118       | Kevin Love (26)      | Kevin Love (8)        | Cedi Osman (5)           | Madison Square Garden   | 15 - 47 |

| Match | Date match | Équipe          | Score     | Meilleur marqueur    | Meilleur rebondeur    | Meilleur passeur     | Lieux                    | Série   |
| ----- | ---------- | --------------- | --------- | -------------------- | --------------------- | -------------------- | ------------------------ | ------- |
| 63    | 2 mars     | Détroit         | D 93-129  | Collin Sexton (16)   | Nance, Nwaba (5)      | Clarkson, Nance (3)  | Quicken Loans Arena      | 15 - 48 |
| 64    | 3 mars     | Orlando         | V 107-93  | Jordan Clarkson (18) | Kevin Love (14)       | Larry Nance, Jr. (4) | Quicken Loans Arena      | 16 - 48 |
| 65    | 6 mars     | @ Brooklyn      | D 107-113 | Kevin Love (24)      | Kevin Love (16)       | Collin Sexton (5)    | Barclays Center          | 16 - 49 |
| 66    | 8 mars     | @ Miami         | D 110-126 | Collin Sexton (27)   | Ante Žižić (6)        | Trois joueurs (6)    | American Airlines Arena  | 16 - 50 |
| 67    | 11 mars    | Toronto         | V 126-101 | Collin Sexton (28)   | Kevin Love (18)       | Cedi Osman (7)       | Quicken Loans Arena      | 17 - 50 |
| 68    | 12 mars    | @ Philadelphie  | D 99-106  | Collin Sexton (26)   | Cedi Osman (8)        | Osman, Stauskas (4)  | Wells Fargo Center       | 17 - 51 |
| 69    | 14 mars    | @ Orlando       | D 91-120  | Collin Sexton (23)   | Trois joueurs (8)     | Cedi Osman (4)       | Amway Center             | 17 - 52 |
| 70    | 16 mars    | @ Dallas        | D 116-121 | Collin Sexton (28)   | Kevin Love (12)       | Trois joueurs (4)    | American Airlines Center | 17 - 53 |
| 71    | 18 mars    | Détroit         | V 126-119 | Collin Sexton (27)   | Marquese Chriss (10)  | Cedi Osman (6)       | Quicken Loans Arena      | 18 - 53 |
| 72    | 20 mars    | Milwaukee       | V 107-102 | Collin Sexton (25)   | Love, Žižić (10)      | Larry Nance, Jr. (5) | Quicken Loans Arena      | 19 - 53 |
| 73    | 22 mars    | L.A. Clippers   | D 108-110 | Kevin Love (22)      | Larry Nance, Jr. (9)  | Osman, Knight (3)    | Quicken Loans Arena      | 19 - 54 |
| 74    | 24 mars    | @ Milwaukee     | D 105-127 | Kevin Love (20)      | Kevin Love (19)       | Larry Nance, Jr. (6) | Fiserv Forum             | 19 - 55 |
| 75    | 26 mars    | Boston          | D 106-116 | Collin Sexton (24)   | Kevin Love (11)       | Larry Nance, Jr. (7) | Quicken Loans Arena      | 19 - 56 |
| 76    | 28 mars    | @ San Antonio   | D 110-116 | Collin Sexton (24)   | Larry Nance, Jr. (11) | Larry Nance, Jr. (4) | AT&T Center              | 19 - 57 |
| 77    | 30 mars    | @ L.A. Clippers | D 108-132 | Jordan Clarkson (26) | Nance, Thompson (10)  | Trois joueurs (3)    | Staples Center           | 19 - 58 |

| Match | Date match | Équipe         | Score     | Meilleur marqueur    | Meilleur rebondeur    | Meilleur passeur     | Lieux                      | Série   |
| ----- | ---------- | -------------- | --------- | -------------------- | --------------------- | -------------------- | -------------------------- | ------- |
| 78    | 1er avril  | @ Phoenix      | D 113-122 | Collin Sexton (21)   | Larry Nance, Jr. (12) | Larry Nance, Jr. (4) | Talking Stick Resort Arena | 19 - 59 |
| 79    | 4 avril    | @ Sacramento   | D 104-117 | Jordan Clarkson (22) | Larry Nance, Jr. (16) | Ante Žižić (4)       | Golden 1 Center            | 19 - 60 |
| 80    | 5 avril    | @ Golden State | D 114-120 | Collin Sexton (27)   | Larry Nance, Jr. (14) | Clarkson, Sexton (4) | Oracle Arena               | 19 - 61 |
| 81    | 7 avril    | San Antonio    | D 90-112  | Knight, Sexton (16)  | Larry Nance, Jr. (10) | Larry Nance, Jr. (5) | Quicken Loans Arena        | 19 - 62 |
| 82    | 9 avril    | Charlotte      | D 97-124  | Collin Sexton (18)   | Larry Nance, Jr. (12) | Collin Sexton (10)   | Quicken Loans Arena        | 19 - 63 |

### Confrontations en saison régulière
| Conférence Est      | Conférence Est                           | Conférence Est                           | Conférence Est                           | Conférence Est                           | Conférence Ouest                         | Conférence Ouest                         | Conférence Ouest                         |
| Division Atlantique | Division Atlantique                      | Division Atlantique                      | Division Atlantique                      | Division Atlantique                      | Division Nord-Ouest                      | Division Nord-Ouest                      | Division Nord-Ouest                      |
| Équipe              | Domicile                                 | Domicile                                 | Extérieur                                | Extérieur                                | Équipe                                   | Domicile                                 | Extérieur                                |
| ------------------- | ---------------------------------------- | ---------------------------------------- | ---------------------------------------- | ---------------------------------------- | ---------------------------------------- | ---------------------------------------- | ---------------------------------------- |
| Boston              | 96-103                                   | 106-116                                  | 95-128                                   | 103-123                                  | Denver                                   | 91-110                                   | 102-124                                  |
| Brooklyn            | 86-102                                   | 139-148 (3OT)                            | 99-97                                    | 107-113                                  | Minnesota                                | 95-102                                   | 123-131                                  |
| New York            | 113-106                                  | 107-104                                  | 125-118                                  |                                          | Oklahoma City                            | 86-95                                    | 83-100                                   |
| Philadelphie        | 105-128                                  |                                          | 121-112                                  | 99-106                                   | Portland                                 | 110-123                                  | 112-129                                  |
| Toronto             | 95-106                                   | 126-101                                  | 104-116                                  | 110-126                                  | Utah                                     | 91-117                                   | 99-115                                   |
|                     | 3–6                                      | 3–6                                      | 3–6                                      | 3–6                                      |                                          | 0–5                                      | 0–5                                      |
| Division            | 6–12                                     | 6–12                                     | 6–12                                     | 6–12                                     | Division                                 | 0–10                                     | 0–10                                     |
| Division Centrale   | Division Centrale                        | Division Centrale                        | Division Centrale                        | Division Centrale                        | Division Pacifique                       | Division Pacifique                       | Division Pacifique                       |
| Équipe              | Domicile                                 | Domicile                                 | Extérieur                                | Extérieur                                | Équipe                                   | Domicile                                 | Extérieur                                |
| Chicago             | 92-112                                   | 88-104                                   | 98-99                                    | 104-101                                  | Golden State                             | 105-129                                  | 114-120                                  |
|                     |                                          |                                          |                                          |                                          | L.A. Clippers                            | 108-110                                  | 108-132                                  |
| Detroit             | 93-129                                   | 126-119                                  | 103-110                                  | 102-113                                  | L.A. Lakers                              | 105-109                                  | 101-95                                   |
| Indiana             | 107-119                                  | 115-123                                  | 92-91                                    | 90-105                                   | Phoenix                                  | 111-98                                   | 113-122                                  |
| Milwaukee           | 102-114                                  | 107-102                                  | 92-108                                   | 105-127                                  | Sacramento                               | 110-129                                  | 104-117                                  |
|                     | 2–6                                      | 2–6                                      | 2–6                                      | 2–6                                      |                                          | 1–4                                      | 1–4                                      |
| Division            | 4–12                                     | 4–12                                     | 4–12                                     | 4–12                                     | Division                                 | 2–8                                      | 2–8                                      |
| Division Sud-Est    | Division Sud-Est                         | Division Sud-Est                         | Division Sud-Est                         | Division Sud-Est                         | Division Sud-Ouest                       | Division Sud-Ouest                       | Division Sud-Ouest                       |
| Équipe              | Domicile                                 | Domicile                                 | Extérieur                                | Extérieur                                | Équipe                                   | Domicile                                 | Extérieur                                |
| Atlanta             | 111-133                                  | 136-114                                  | 108-111                                  |                                          | Dallas                                   | 98-111                                   | 116-121                                  |
| Charlotte           | 113-89                                   | 97-124                                   | 94-126                                   | 99-110                                   | Houston                                  | 117-108                                  | 113-141                                  |
| Miami               | 92-117                                   | 94-100                                   | 94-118                                   | 110-126                                  | Memphis                                  | 112-107                                  | 87-95                                    |
| Orlando             | 107-93                                   |                                          | 100-102                                  | 91-120                                   | La Nouvelle-Orléans                      | 98-133                                   | 124-140                                  |
| Washington          | 116-101                                  | 116-113                                  | 95-119                                   | 106-119                                  | San Antonio                              | 90-112                                   | 110-116                                  |
|                     | 5–4                                      | 5–4                                      | 0–9                                      | 0–9                                      |                                          | 2–3                                      | 0–5                                      |
| Division            | 5–13                                     | 5–13                                     | 5–13                                     | 5–13                                     | Division                                 | 2–8                                      | 2–8                                      |
| Conférence          | 15–37 (Domicile: 10–16; Extérieur: 5–21) | 15–37 (Domicile: 10–16; Extérieur: 5–21) | 15–37 (Domicile: 10–16; Extérieur: 5–21) | 15–37 (Domicile: 10–16; Extérieur: 5–21) | Conférence                               | 4–26 (Domicile: 3–12; Extérieur: 1–14)   | 4–26 (Domicile: 3–12; Extérieur: 1–14)   |
| Total               | 19–63 (Domicile: 13–28; Extérieur: 6–35) | 19–63 (Domicile: 13–28; Extérieur: 6–35) | 19–63 (Domicile: 13–28; Extérieur: 6–35) | 19–63 (Domicile: 13–28; Extérieur: 6–35) | 19–63 (Domicile: 13–28; Extérieur: 6–35) | 19–63 (Domicile: 13–28; Extérieur: 6–35) | 19–63 (Domicile: 13–28; Extérieur: 6–35) |

## Classements de la saison régulière
| Conférence Est | Conférence Est         | Conférence Est | Conférence Est | Conférence Est | Conférence Est | Conférence Est | Conférence Est |
| No             | Franchise              | Vic.           | Déf.           | MJ             | V/D            | GB             |                |
| -------------- | ---------------------- | -------------- | -------------- | -------------- | -------------- | -------------- | -------------- |
| 1              | Bucks de Milwaukee     | 60             | 22             | 82             | .732           | –              |                |
| 2              | Raptors de Toronto     | 58             | 24             | 82             | .707           | 2              |                |
| 3              | 76ers de Philadelphie  | 51             | 31             | 82             | .622           | 9              |                |
| 4              | Celtics de Boston      | 49             | 33             | 82             | .598           | 11             |                |
| 5              | Pacers de l'Indiana    | 48             | 34             | 82             | .585           | 12             |                |
| 6              | Nets de Brooklyn       | 42             | 40             | 82             | .512           | 18             |                |
| 7              | Magic d'Orlando        | 42             | 40             | 82             | .512           | 18             |                |
| 8              | Pistons de Détroit     | 41             | 41             | 82             | .500           | 19             |                |
|                |                        |                |                |                |                |                |                |
| 9              | Hornets de Charlotte   | 39             | 43             | 82             | .476           | 21             |                |
| 10             | Heat de Miami          | 39             | 43             | 82             | .476           | 21             |                |
| 11             | Wizards de Washington  | 32             | 50             | 82             | .390           | 28             |                |
| 12             | Hawks d'Atlanta        | 29             | 53             | 82             | .354           | 31             |                |
| 13             | Bulls de Chicago       | 22             | 60             | 82             | .268           | 38             |                |
| 14             | Cavaliers de Cleveland | 19             | 63             | 82             | .232           | 41             |                |
| 15             | Knicks de New York     | 17             | 65             | 82             | .207           | 43             |                |

| Division Centrale           | V  | D  | MJ | V/D  | GB | Dom   | Ext   | Div  |
| --------------------------- | -- | -- | -- | ---- | -- | ----- | ----- | ---- |
| Bucks de Milwaukee (1)      | 60 | 22 | 82 | .732 | –  | 33–8  | 27–14 | 14–2 |
| Pacers de l'Indiana (5)     | 48 | 34 | 82 | .585 | 12 | 29–12 | 19–22 | 11–5 |
| Pistons de Détroit (8)      | 41 | 41 | 82 | .500 | 19 | 26–15 | 15–26 | 8–8  |
| Bulls de Chicago (13)       | 22 | 60 | 82 | .268 | 38 | 9–32  | 13–28 | 3–13 |
| Cavaliers de Cleveland (14) | 19 | 63 | 82 | .232 | 41 | 13–28 | 6–35  | 4–12 |

## Effectif
| Cavaliers de Cleveland Effectif en fin de saison régulière     |    |                        |                        |                     |
| Entraîneur : Larry Drew                                        |    |                        |                        |                     |
| Ailier                                                         | 32 | /                      | Deng Adel (R) (TW)     | Louisville          |
| Ailier / Ailier fort                                           | 4  | Drapeau des États-Unis | Jaron Blossomgame (TW) | Clemson             |
| Ailier fort                                                    | 3  | Drapeau des États-Unis | Marquese Chriss        | Washington          |
| Meneur / Arrière                                               | 8  | Drapeau des États-Unis | Jordan Clarkson        | Missouri            |
| Meneur / Arrière                                               | 18 | Drapeau de l'Australie | Matthew Dellavedova    | Saint Mary's        |
| Ailier fort / Pivot                                            | 9  | Drapeau des États-Unis | Channing Frye          | Arizona             |
| Ailier fort / Pivot                                            | 31 | Drapeau des États-Unis | John Henson            | North Carolina      |
| Meneur / Arrière                                               | 20 | Drapeau des États-Unis | Brandon Knight         | Kentucky            |
| Ailier fort / Pivot                                            | 0  | Drapeau des États-Unis | Kevin Love             | UCLA                |
| Ailier fort / Pivot                                            | 22 | Drapeau des États-Unis | Larry Nance, Jr.       | Wyoming             |
| Arrière                                                        | 12 | Drapeau des États-Unis | David Nwaba            | Cal Poly            |
| Ailier                                                         | 16 | Drapeau de la Turquie  | Cedi Osman             | Anadolu Efes        |
| Meneur                                                         | 2  | Drapeau des États-Unis | Collin Sexton (R)      | Alabama             |
| Arrière                                                        | 5  | Drapeau des États-Unis | J.R. Smith             | St. Benedict's Prep |
| Arrière                                                        | 1  | Drapeau du Canada      | Nik Stauskas           | Michigan            |
| Ailier fort / Pivot                                            | 13 | Drapeau du Canada      | Tristan Thompson       | Texas               |
| Pivot                                                          | 41 | Drapeau de la Croatie  | Ante Žižić             | Cibona Zagreb       |
| (C) - Capitaine, (R) - Rookie, (TW) - Two-way contract, Blessé |    |                        |                        |                     |

## Transactions

### Échanges
Tableau à expliciter[pas clair]
| 7 août 2018      | A Cavaliers de ClevelandSam Dekker Droits sur Renaldas Seibutis (2007 #50) Compensation financière de 1 247 494 $ | A Clippers de Los AngelesDroits sur Vladimir Veremeenko (2006 #48)                                                                                                 |
| 29 novembre 2018 | A Cavaliers de ClevelandAlec Burks Second tour de draft 2020 Second tour de draft 2021 (de Washington) | A Jazz de l'UtahKyle Korver |
| 7 décembre 2018  | A Cavaliers de ClevelandMatthew Dellavedova (De Milwaukee) John Henson (De Milwaukee) Premier tour de draft 2021 protégé (De Milwaukee) Second tour de draft 2021 (De Milwaukee) Second tour de draft 2022 (De Washington) | A Bucks de MilwaukeeGeorge Jesse Hill (De Cleveland) Jason Smith (De Washington) Second tour de draft 2021 de Washington (De Cleveland)                            |
| 7 décembre 2018  | A Wizards de WashingtonSam Dekker (De Cleveland) | |
| 3 février 2019   | A Cavaliers de ClevelandWade Baldwin IV Nik Stauskas Second tour de draft 2021 Second tour de draft 2023 | A Trail Blazers de PortlandRodney Hood |
| 7 février 2019   | A Cavaliers de ClevelandMarquese Chriss (De Houston) Brandon Knight (De Houston) Premier tour de draft 2019 protégé (De Houston) Second tour de draft 2022 (De Houston)                                                    | A Rockets de HoustonWade Baldwin IV (De Cleveland) Iman Shumpert (De Sacramento) Nik Stauskas (De Cleveland) Second tour de draft 2021 de Milwaukee (De Cleveland) |
| 7 février 2019   | A Kings de SacramentoAlec Burks (De Cleveland) Second tour de draft 2020 (De Houston) | |

### Extension de contrat
| Date       | Joueur           | Contrat                                          |
| ---------- | ---------------- | ------------------------------------------------ |
| 24/07/2018 | Kevin Love       | Extension de contrat de 120 414 245 $ sur 4 ans. |
| 15/10/2018 | Larry Nance, Jr. | Extension de contrat de 44 800 000 $ sur 4 ans.  |

### Options dans les contrats
| Date       | Joueur           | Option                                                                           |
| ---------- | ---------------- | -------------------------------------------------------------------------------- |
| 27/06/2018 | Kendrick Perkins | Cleveland active son option d'équipe de 2 373 466 $ pour la saison 2018-2019.    |
| 29/06/2018 | LeBron James     | LeBron James décline son option joueur de 35 607 969 $ pour la saison 2018-2019. |
| 29/10/2018 | Ante Žižić       | Cleveland active son option d'équipe de 2 281 800 $ pour la saison 2019-2020.    |

### Joueurs qui re-signent
| Date       | Joueur      | Contrat                                   |
| ---------- | ----------- | ----------------------------------------- |
| 09/09/2018 | Rodney Hood | Qualifying offer de 3 472 888 $ sur 1 an. |

### Changement d’entraîneur
| Date       | Ancien entraîneur | Raison départ | Date de signature | Nouvel entraîneur | Provenance             |
| ---------- | ----------------- | ------------- | ----------------- | ----------------- | ---------------------- |
| 29/10/2018 | Tyronn Lue        | Licencié      | 05/11/2018        | Larry Drew        | Cavaliers de Cleveland |

### Arrivés

#### Draft
| Date       | Joueur        | Contrat                                   | Provenance                       |
| ---------- | ------------- | ----------------------------------------- | -------------------------------- |
| 04/07/2018 | Collin Sexton | Contrat rookie de 20 175 111 $ sur 4 ans. | Crimson Tide de l'Alabama (NCAA) |

#### Agents libres
| Date       | Joueur        | Contrat                                           | Provenance               |
| ---------- | ------------- | ------------------------------------------------- | ------------------------ |
| 19/07/2018 | Channing Frye | Contrat de 2 393 887 $ sur 1 an.                  | Lakers de Los Angeles    |
| 08/09/2018 | David Nwaba   | Contrat de 1 512 601 $ sur 1 an.                  | Bulls de Chicago         |
| 30/12/2018 | Patrick McCaw | Contrat non garanti de 6 000 000 $ sur 2 ans.     | Warriors de Golden State |
| 11/02/2019 | Nik Stauskas  | Contrat de 540 472 $ jusqu'à la fin de la saison. | Pacers de l'Indiana      |

#### Two-way contract
| Date       | Joueur            | Provenance                      |
| ---------- | ----------------- | ------------------------------- |
| 07/07/2018 | Billy Preston     | KK Igokea                       |
| 09/11/2018 | Andrew Harrison   | Grizzlies de Memphis            |
| 02/12/2018 | Jalen Jones       | Mavericks de Dallas             |
| 02/12/2018 | Jaron Blossomgame | Charge de Canton (NBA G-League) |
| 15/01/2019 | Deng Adel         | Raptors 905 (NBA G-League)      |

#### Contrats de 10 jours
| Date       | Joueur        | Contrat                                  | Provenance                      |
| ---------- | ------------- | ---------------------------------------- | ------------------------------- |
| 06/01/2019 | Cameron Payne | Contrat de 88 531 $ sur 10 jours.        | Bulls de Chicago                |
| 16/01/2019 | Cameron Payne | Second contrat de 88 531 $ sur 10 jours. | Cavaliers de Cleveland          |
| 27/01/2019 | Kobi Simmons  | Contrat de 76 236 $ sur 10 jours.        | Charge de Canton (NBA G-League) |

#### Camps d'entraînement
| Date       | Joueur           | Contrat                             | Provenance                            |
| ---------- | ---------------- | ----------------------------------- | ------------------------------------- |
| 16/08/2018 | Isaiah Taylor    | Contrat non garanti de 1 512 601 $. | Hawks d'Atlanta                       |
| 10/09/2018 | Isaac Hamilton   | Contrat non garanti de 838,464 $.   | Charge de Canton (NBA G-League)       |
| 10/09/2018 | Scoochie Smith   | Contrat non garanti de 838,464 $.   | Charge de Canton (NBA G-League)       |
| 14/09/2018 | Bonzie Colson    | Contrat non garanti de 838,464 $.   | Fighting Irish de Notre-Dame (NCAA)   |
| 14/09/2018 | JaCorey Williams | Contrat non garanti de 838,464 $.   | Hapoël Gilboa Galil                   |
| 14/09/2018 | Levi Randolph    | Contrat non garanti de 838,464 $.   | SIG Strasbourg                        |
| 19/09/2018 | Kobi Simmons     | Contrat non garanti de 1 349 383 $. | Grizzlies de Memphis                  |
| 11/10/2018 | Emanuel Terry    | Contrat non garanti de 838,464 $.   | Lincoln Memorial Railsplitters (NCAA) |

### Départs

#### Agents libres
| Date       | Joueur               | Nouvelle équipe       |
| ---------- | -------------------- | --------------------- |
| 01/07/2018 | José Manuel Calderón | Pistons de Détroit    |
| 01/07/2018 | LeBron James         | Lakers de Los Angeles |
| 01/07/2018 | Jeff Green           | Wizards de Washington |

#### Joueurs coupés
| Date       | Joueur           | Nouvelle équipe ¹               |
| ---------- | ---------------- | ------------------------------- |
| 12/06/2018 | London Perrantes | Limoges Cercle Saint-Pierre     |
| 17/07/2018 | Kendrick Perkins |                                 |
| 05/08/2018 | Okaro White      | Spurs de San Antonio            |
| 09/11/2018 | John Holland     |                                 |
| 02/12/2018 | Andrew Harrison  | Pelicans de La Nouvelle-Orléans |
| 02/12/2018 | Billy Preston    |                                 |
| 06/01/2019 | Patrick McCaw    | Raptors de Toronto              |
| 15/01/2019 | Jalen Jones      | Saski Baskonia                  |
| 04/02/2019 | Kobi Simmons     |                                 |

¹ Il s'agit de l’équipe pour laquelle le joueur a signé après son départ, il a pu entre-temps changer d'équipe ou encore de pays.

#### Non retenu après les camps d’entraînements
| Joueur        |
| ------------- |
| Bonzie Colson |
| Levi Randolph |
| Kobi Simmons  |
| Isaiah Taylor |
| Emanuel Terry |

## Joueurs "agents libres" à la fin de la saison
| Joueur          | Fin de saison         |
| --------------- | --------------------- |
| Marquese Chriss | Agent libre           |
| Channing Frye   | Agent libre           |
| David Nwaba     | Agent libre restreint |
| Nik Stauskas    | Agent libre           |